# WTA Lyon Open 2022
WTA Lyon Open 2022, oficiálně Open 6ème Sens — Métropole de Lyon 2022, byl tenisový turnaj pořádaný jako součást ženského okruhu WTA Tour, který se odehrával na dvorcích s tvrdým povrchem v Palais des Sports de Gerland. Probíhal mezi 28. únorem až 6. březnem 2022 ve francouzském Lyonu jako třetí ročník turnaje.
Událost s rozpočtem 193 127 eur patřila do kategorie WTA 250. Nejvýše nasazenou hráčkou ve dvouhře se stala třicátá tenistka světa Camila Giorgiová z Itálie, kterou v úvodním kole vyřadila Caroline Garciaová.
Třetí singlový titul na okruhu WTA Tour a první mimo Čínu vybojovala 33letá Číňanka Čang Šuaj. Čtyřhru ovládl německo-ruský pár Laura Siegemundová a Věra Zvonarevová, jehož členky získaly po triumfu na US Open 2020 druhou společnou trofej.

## Distribuce bodů a finančních odměn

### Distribuce bodů
| Soutěž  | vítězky | finalistky | semifinalistky | čtvrtfinalistky | 16 v kole | 32 v kole | Q  | Q2 | Q1 |
| ------- | ------- | ---------- | -------------- | --------------- | --------- | --------- | -- | -- | -- |
| dvouhra | 280     | 180        | 110            | 60              | 30        | 1         | 18 | 12 | 1  |
| čtyřhra | 280     | 180        | 110            | 60              | 1         | —         | —  | —  | —  |

### Finanční odměny
| dvouhra                               | 25 000 € | 14 545 € | 8 145 € | 4 677 € | 2 963 € | 2 158 € | 1 573 € | 1 025 € |
| čtyřhra                               | 8 710 €  | 5 080 €  | 3 064 € | 1 854 € | 1 410 € | —       | —       | —       |
| částky ve čtyřhře jsou uváděny na pár |          |          |         |         |         |         |         |         |

## Ženská dvouhra

### Nasazení
| Stát                          | Hráčka                 | WTA | Nasazení |
| ----------------------------- | ---------------------- | --- | -------- |
| Itálie                        | Camila Giorgiová       | 30. | 1.       |
| Rumunsko                      | Sorana Cîrsteaová      | 31. | 2.       |
| Švýcarsko                     | Viktorija Golubicová   | 36. | 3.       |
| Francie                       | Alizé Cornetová        | 37. | 4.       |
| Itálie                        | Jasmine Paoliniová     | 44. | 5.       |
| Chorvatsko                    | Ana Konjuhová          | 51. | 6.       |
| Belgie                        | Alison Van Uytvancková | 53. | 7.       |
| Čína                          | Čang Šuaj              | 65. | 8.       |
| Žebříček WTA k 21. únoru 2022 |                        |     |          |

### Jiné formy účasti
Následující hráčky obdržely divokou kartu do hlavní soutěže:
- Elsa Jacquemotová
- Dajana Jastremská
- Věra Zvonarevová

Následující hráčky nastoupily do hlavní soutěže pod žebříčkovou ochranou:
- Elisabetta Cocciarettová
- Vitalija Ďjačenková

Následující hráčky si zajistily postup do hlavní soutěže v kvalifikaci:
- Mariam Bolkvadzeová
- Katie Boulterová
- Cristina Bucșová
- Tamara Korpatschová
- Juriko Mijazakiová
- Stefanie Vögeleová

Následující hráčka postoupila z kvalifikace jako šťastná poražená:
- Mai Hontamová

### Odhlášení
před zahájením turnaje
- Jekatěrina Alexandrovová → nahradila ji  Kristina Mladenovicová
- Irina-Camelia Beguová → nahradila ji  Irina Baraová
- Jaqueline Cristianová → nahradila ji  Ana Bogdanová
- Tereza Martincová → nahradila ji   Vitalija Ďjačenková
- Markéta Vondroušová → nahradila ji  Martina Trevisanová
- Maryna Zanevská → nahradila ji  Mai Hontamová

## Ženská čtyřhra

### Nasazení
| Stát                                                                      | Hráčka              | Stát     | Hráčka                 | WTA  | Nasazení |
| ------------------------------------------------------------------------- | ------------------- | -------- | ---------------------- | ---- | -------- |
| Japonsko                                                                  | Eri Hozumiová       | Japonsko | Makoto Ninomijová      | 78.  | 1.       |
| Čínská Tchaj-pej                                                          | Čan Chao-čching     | Německo  | Julia Lohoffová        | 120. | 2.       |
| Rumunsko                                                                  | Irina Baraová       | Gruzie   | Jekatěrine Gorgodzeová | 124. | 3.       |
| Rumunsko                                                                  | Monica Niculescuová |          | Alexandra Panovová     | 127. | 4.       |
| Žebříček WTA k 21. únoru 2022; číslo je součtem umístění obou členek páru |                     |          |                        |      |          |

### Jiné formy účasti
Následující páry obdržely do čtyřhry divokou kartu:
- Elsa Jacquemotová /  Tatjana Mariová
- Dajana Jastremská /  Ivanna Jastremská

### Odhlášení
před zahájením turnaje
- Tímea Babosová /  Čan Chao-čching → nahradily je  Georgina Garcíová Pérezová /  Xenia Knollová
- Anna Blinkovová /  Ulrikke Eikeriová → nahradily je  Ulrikke Eikeriová /  Samantha Murrayová Sharanová
- Vivian Heisenová /  Julia Lohoffová → nahradily je  Čan Chao-čching /  Julia Lohoffová
- Sania Mirzaová /  Zhang Shuaiová → nahradily je  Estelle Cascinová /  Jessika Ponchetová
- Samantha Murrayová Sharanová /  Bibiane Schoofsová → nahradily je  Alicia Barnettová /  Olivia Nichollsová

## Přehled finále

### Ženská dvouhra
- Čang Šuaj vs.  Dajana Jastremská, 3–6, 6–3, 6–4

### Ženská čtyřhra
- Laura Siegemundová /   Věra Zvonarevová vs.  Alicia Barnettová /  Olivia Nichollsová, 7–5, 6–1